# Regius Professor of Civil Law (Cambridge)
Regius Chair of Civil Law ist die Bezeichnung einer Regius Professur für Civil Law (im Gegensatz zum Common Law) an der University of Cambridge. Die Professur wurde 1540 von Heinrich VIII. mit einer Besoldung von ursprünglich 40 £ pro Jahr gestiftet. Zeitgleich wurde auch eine gleichnamige Professur an der University of Oxford gestiftet, der Regius Professor of Civil Law (Oxford). Der Professor wird von The Crown ernannt und verbleibt im Amt durante bene placito (nach Belieben) des Monarchen. Sie ist eine der ältesten Professuren der Universität.

## Liste der Regius Professoren in Cambridge
| Name                        | Zusatz       | von              | bis          | Anmerkung |
| --------------------------- | ------------ | ---------------- | ------------ | --- |
| Thomas Smith                |              | 1540             |              | |
| Humphrey Busby              |              | 1547 (1545)      |              | |
| Walter Haddon               |              | März 1550 (1551) | Sep. 1552    | |
| William Drury               |              | 1559             |              | |
| William Soone               |              | 1561             |              | |
| William Clarke              |              | 1563             |              | |
| Thomas Legge                |              | 1570             |              | |
| Thomas Bynge                | LL.D.        | 1574             | 1594         | 1598 wurde Bynge auch Dean of Arches. |
| John Cowell                 |              | 1594 (1598)      | 25. Mai 1611 | |
| Thomas Morrisson            |              | 1611             |              | |
| George Porter               | M.A., LL.D.  | 16?              |              | |
| Thomas Goad                 |              | 1635 (1636)      |              | |
| John Clark                  |              | 1666             |              | |
| John Boord                  |              | 1673             |              | |
| John Oxenden                |              | 1684             |              | |
| Thomas Ayloffe              | LL.B., LL.D. | 1703 (1702)      |              | |
| Francis Dickins             |              | 1714             | 1755         | |
| Henry Monson                |              | 1755             |              | |
| William Ridlington          |              | 1757             |              | |
| Samuel Hallifax             |              | 1770             | 1782         | |
| Joseph Jowett               | LL.D.        | 1782 (1781)      |              | |
| James William Geldart       |              | 1814             | 1847         | |
| Henry James Sumner Maine    |              | 1847             | 1854         | |
| John Thomas Abdy            |              | 1854             | 1873         | |
| Edwin Charles Clark         |              | 1873             |              | |
| William Warwick Buckland    |              | 1914             | 1945         | |
| Patrick William Duff        |              | 1945             |              | |
| Peter Gonville Stein        |              | 1968             | 1993         | |
| David Eric Lothian Johnston |              | Okt. 1993        | 1999         | |
| David John Ibbetson         |              | 2000             | 2022         | |
| Helen Scott                 |              | 2022             |              | Scott ist nach Frances Elizabeth Moran erst die zweite Frau, die eine Regius-Professur in Rechtswissenschaften bekleidet. Sie studierte an der University of Oxford und Kapstadt. |